# Gustav Vriesen
Gustav Vriesen (* 23. Januar 1912 in Essen; † 4. April 1960) war ein deutscher Kunsthistoriker.

## Leben
Nach dem Abitur am Helmholtz-Gymnasium in Essen studierte er Kunstgeschichte, Klassische Archäologie und Germanistik in Berlin und München. Nach der Promotion 1936 war er zunächst Volontär am Museum in Lübeck, ab 1936 war er – als Nachfolger von Werner Meinhof – wissenschaftlicher Assistent am Landesmuseum Oldenburg. Nach seinem Kriegsdienst kehrte er an das Landesmuseum zurück und war als Vorstandsmitglied des Oldenburger Kunstvereins Leiter von dessen Ausstellungstätigkeit zur modernen Kunst. So veranstaltete er 1948 die erste Nachkriegsausstellung des Werks von August Macke. Ab 1951 war er stellvertretender Leiter des Landesmuseums in Oldenburg. Vom 1. Oktober 1954 bis zu seinem Tode war er erster hauptamtlicher Direktor des Städtischen Kunsthauses Bielefeld, dessen Sammlung er ausbaute. In Bielefeld veranstaltete er Ausstellungen etwa zu Hermann Blumenthal, Wilhelm Lehmbruck, Reg Butler, Richard Haizmann, Hermann Stenner, zu den Aquarellen von Macke und zu Sonia Delaunay.
Er verfasste das erste Werkverzeichnis von August Macke.

## Veröffentlichungen (Auswahl)
- Die Innenraumbilder Georg Friedrich Kerstings (= Forschungen zur deutschen Kunstgeschichte 16). Deutscher Verein für Kunstwissenschaft, Berlin 1935 (Dissertation).
- August Macke. Kohlhammer, Stuttgart 1953, 2. Auflage 1957.